# Complexul Castelului Mir
Complexul Castelului Mir (în belarusă Мірскі замак, cu alfabet Łacinka: Mirski zamak) este un monument istoric din Belarus înscris pe lista patrimoniului mondial UNESCO și aflat în orașul Mir din raionul Kareličy, regiunea Hrodna, la 53°27′4.46″N 26°28′22.80″E / 53.4512389°N 26.4730000°E, 29 km nord-vest de un alt sit din patrimoniul mondial, castelul Niasviž.
Construcția castelului a început la sfârșitul secolului al XV-lea, în stil gotic. Construcția castelului a fost terminată de cneazul Ilinici la începutul secolului al XVI-lea lângă satul Mir (fost în gubernia Minsk). Pe la 1568, castelul Mir a trecut în mâinile lui Mikołaj Krzysztof Radziwiłł (poreclit „Orfanul”), care l-a terminat, adăugând elemente în stil renascentist. De-a lungul zidurilor de est și nord ale castelului, a fost construit un palat cu trei etaje. Fațadele tencuite au fost decorate cu portaluri, plăci, balcoane și verande de calcar.

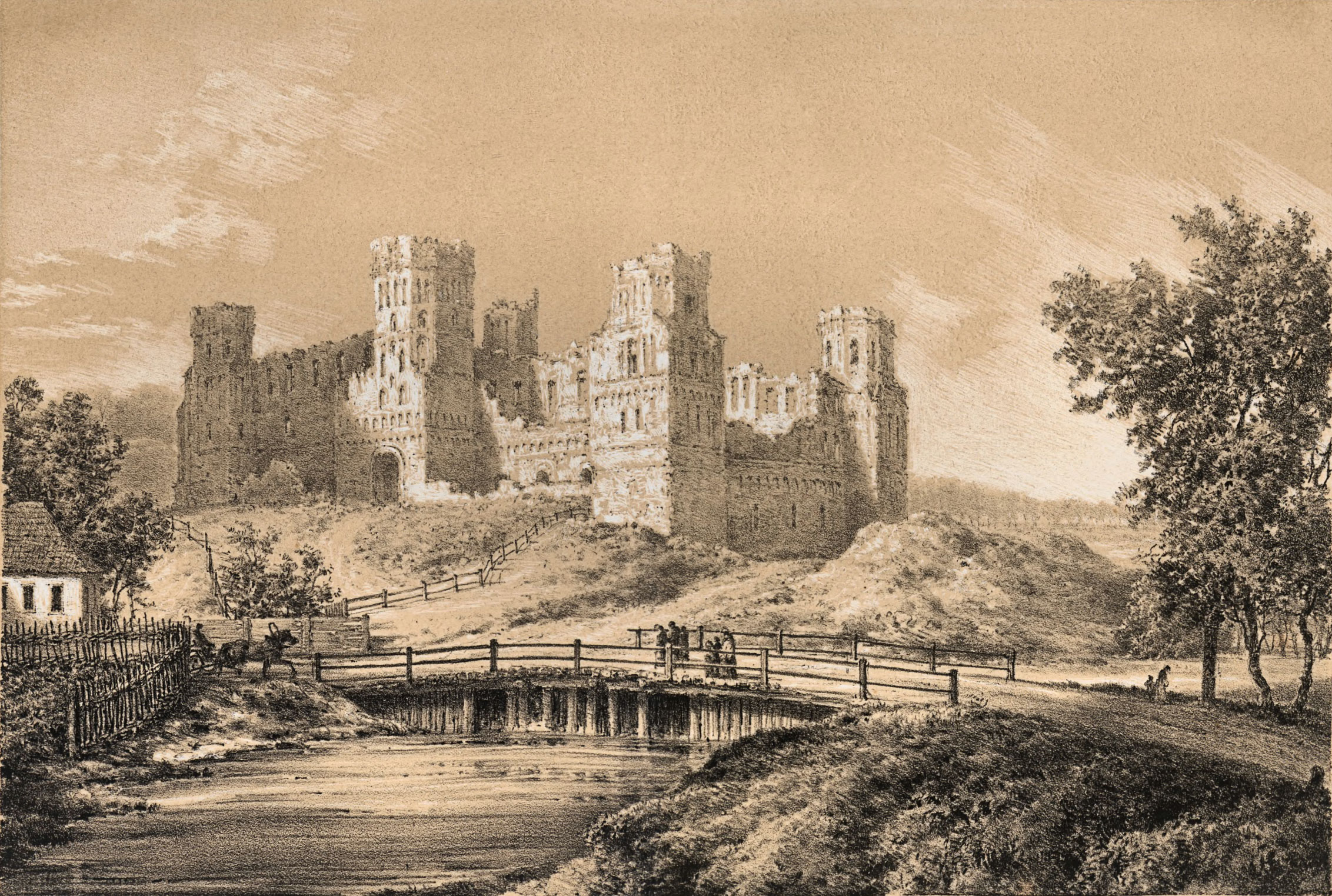
Desen de Napoleon Orda, 1876

După ce a fost abandonat vreme de aproape un secol și după ce a suferit avarii grave în timpul Războaielor Napoleoniene, castelul a fost restaurat la sfârșitul secolului al XIX-lea. În 1813, după moartea lui Dominik Hieronim Radziwiłł, castelul a trecut în posesia fiicei sale Stefania, care s-a măritat cu Ludwig zu Sayn-Wittgenstein-Berleburg. Castelul a trecut apoi în familia fiicei acestora, Maria, măritată cu prințul Chlodwig Hohenlohe-Schillingsfürst.  
Fiul lor, Maurice Hohenlohe-Schillingsfürst, a vândut castelul lui Nikolai Sviatopolk-Mirski, din familia Bialynia, în 1895. Fiul lui Nikolai, Michail, a început să reconstruiască castelul după planurile arhitectului Teodor Bursze. Familia Sviatopolk-Mirski a fost proprietara castelului până în 1939.
În timpul celui de al Doilea Război Mondial, a fost ocupat de naziști și a servit drept ghetou pentru populația evreiască locală, înainte de lichidare. Între 1944 și 1956, a fost folosit drept bloc de locuințe, iar interiorul a fost parțial deteriorat.
În decembrie 2000, castelul Mir a fost luat în evidență de UNESCO ca loc din patrimoniul mondial.